# فريدي فريش
فريدي فريش (بالإنجليزية: Freddy Fresh)‏ هو دي جيه وملحن ومنتج أسطوانات أمريكي، ولد في 29 مارس 1963 في منيابولس في الولايات المتحدة.

## وصلات خارجية
- الموقع الرسمي
- فريدي فريش على موقع ميوزك برينز (الإنجليزية)
- فريدي فريش على موقع ميوزك برينز (الإنجليزية)
- فريدي فريش على موقع أول ميوزيك (الإنجليزية)
- فريدي فريش على موقع ديسكوغز (الإنجليزية)
- فريدي فريش على موقع ديسكوغز (الإنجليزية)